# Краков (Немачка)
Краков (њем. Krackow) општина је у њемачкој савезној држави Мекленбург-Западна Померанија. Једно је од 54 општинска средишта округа Икер-Рандов. Према процјени из 2010. у општини је живјело 747 становника. Посједује регионалну шифру (AGS) 13062028.

## Географски и демографски подаци
Краков се налази у савезној држави Мекленбург-Западна Померанија у округу Икер-Рандов. Општина се налази на надморској висини од 34 метра. Површина општине износи 44,0 km². У самом мјесту је, према процјени из 2010. године, живјело 747 становника. Просјечна густина становништва износи 17 становника/km².

## Међународна сарадња
| Мјесто | Држава    | Врста сарадње | Од    |
| ------ | --------- | ------------- | ----- |
| Фор    | Француска | партнерство   | 1994. |
| Извор  |           |               |       |